# Kępa (Wapnica)
Kępa – część miejscowości Wapnica, położonej w Polsce, w województwie zachodniopomorskim, w powiecie kamieńskim, w gminie Międzyzdroje, na wyspie Wolin.
W latach 1975–1998 miejscowość należała administracyjnie do województwa szczecińskiego.
Do końca 2010 r. Kępa była przysiółkiem miejscowości Wapnica.